# Александре Каландадзе
Александре Каландадзе (груз. ალექსანდრე კალანდაძე, нар. 9 травня 2001, Тбілісі) — грузинський футболіст, захисник угорського клубу «Фехервар», у якому грає в оренді з клубу «Динамо» (Тбілісі), та національної збірної Грузії. Чемпіон Грузії.

## Клубна кар'єра
Александре Каландадзе народився 2001 року в Тбілісі, та є вихованцем футбольної школи клубу «Динамо» (Тбілісі). У 2020 році керівництво тбіліського клубу вирішило віддати Каландадзе в річну оренду до угорської команди «Діошдьйор». У 2021 році футболіст повернувся до тбіліського «Динамо», в якому став гравцем основного складу, та в 2002 році став у складі команди чемпіоном Грузії. На початку 2025 року керівництво клубу віддало Каландадзе в оренду до угорського клубу «Фехервар».

## Виступи за збірні
У 2018 році Александре Каландадзе дебютував у складі юнацької збірної Грузії, загалом на юнацькому рівні взяв участь у 20 іграх.
Протягом 2021—2023 років Каландадзе грав у складі молодіжної збірної Грузії. На молодіжному рівні зіграв у 15 офіційних матчах.
У 2023 році Александре Каландадзе дебютував у складі національної збірної Грузії. У складі національної збірної станом на травень 2025 року зіграв 2 матчі, в яких забитими м'ячами не відзначився.

## Титули і досягнення
- Чемпіон Грузії (1):

«Динамо» (Тбілісі): 2022